# 土生智子
土生 智子（はぶ ともこ、1984年10月2日 - ）は、広島県広島市出身の芸人。東京NSC12期生。有閑マダムのメンバー。かつてはハブのクレジット（広島ローカルテレビ番組『道楽のココロ』）で活動、よしもと広島に所属していた。身長158cm、体重60kg（当時）、O型。

## 人物・概要
- かつてはツッコミ担当の吉長美鈴（吉長みすず）とブロッサムというコンビを組んでいたが2006年3月で解散。
- 『道楽のココロ』終了後の2006年4月にコンビで上京する予定だったが、諸事情でみすずが上京を断念し（両親の反対で断念したという説があるが真相は不明）、土生のみが上京した。元相方のみすずは『ひろしま満点ママ!!』の1コーナー「man★tenウォッチャ!」を吉長みすず名義で担当した。
- その後「ホットモンタージュ3世」のメンバーとして活動、担当はブロッサム時代と同じボケを務めていた。

## 上京後の活動
- 上京後は東京NSCに入校し、エル（女性、ボケ担当）とコウタ（男性、ツッコミ担当）の2女1男構成で「ホットモンタージュ3世」というトリオを結成。
- 上京後は5kg痩せたと報告（『Local★STAR ひらめっ娘学園』内「FOMAスター研究所」より）。
- ハブが『道楽のココロ』で一番辛かった話は「小学生に相撲で負けて（罰ゲームで）坊主になったこと。これだけは耐えられませんでした」だったが、大松しんじから「おいしかったんじゃないんですか」の質問に「ぶっちゃけおいしかったです」と答えており、今となっては良き思い出となっている（FOMAスター研究所・『Local★STAR ひらめっ娘学園』より）。
- 「FOMAスター研究所」収録後、みすずによるとコウタは逃亡してしまったらしく行方を探していたと話していたが、結局見つかることはなかった。
- その後ゴウが加入し、現在は有閑マダムというトリオで活動している。

## 出演番組

### テレビ
- 道楽のココロ（TSS 2004年4月8日～2006年3月23日）

### 道楽のココロ共演者
- 萬光美代子
- 西澤由美子
- 堀井希美
- 吉長美鈴（元ブロッサム、現:吉長みすず）
- 姉弟ゲンカ（現在は解散。）
- 大松しんじ

### Local★STAR ひらめっ娘学園共演者
- 角島奈知
- 石田優佳（「道楽」後期にも出演）
- 内田好美
- サクラ
- 白井久美子（クミコ◆様）
- 熊本梨佳（ヤマンバ）